# 奥尔毛迈尔莱克
奥尔毛迈尔莱克，是匈牙利巴兰尼亚州所辖的一个村。总面积44.33平方公里，总人口449，人口密度10.1人/平方公里（2011年1月1日）。